# Пушкина, Евдокия Ивановна
Евдоки́я Ива́новна Пу́шкина (урождённая Головина́; 1703 — 17 декабря 1725, Истлеево, Шацкая провинция, Азовская губерния, Российская империя) — дочь Ивана Михайловича Головина, с 1721 года жена сержанта гвардии Александра Петровича Пушкина, прабабка поэта Александра Сергеевича Пушкина. Была убита своим мужем, который страдал расстройством психики.

## Биография
Евдокия Ивановна была дочерью Ивана Михайловича Головина и Марии Богдановны Глебовой, племянницей Степана Богдановича Глебова, казнённого в 1718 году за связь с царицей Евдокией. Одна из её сестёр стала женой князя Константина Кантемира, другая — женой князя Юрия Юрьевича Трубецкого и прапрабабкой Льва Толстого. 30 ноября 1719 года состоялась помолвка Евдокии Ивановны с Александром Петровичем Пушкиным — на тот момент солдатом лейб-гвардии Преображенского полка, уже связанным с Головиными узами отдалённого свойства. 31 января 1721 года состоялась свадьба, на которой присутствовал царь Пётр I.
В течение нескольких лет брак казался вполне благополучным: супруги любили друг друга и жили без ссор. Александр Петрович был довольно обеспеченным человеком и владел деревнями во многих уездах Центральной России (правда, при этом он наделал много долгов), в 1722 году он получил чин сержанта. Евдокия Ивановна жила в основном в Москве, а Александр Петрович служил в Санкт-Петербурге, но в семье всё равно регулярно рождались дети. Это были дочь Мария (25 декабря 1721 года), сын Лев (22 февраля 1723 года) и, по разным версиям, либо Михаил (родился 6 сентября 1724 года, но умер уже в июле 1725), либо Давид (умер вскоре после рождения) и ещё одна Мария (умерла в 1728 году). В конце 1725 года Пушкина была в очередной раз беременна, но ещё до родов в семье произошла трагедия.
Судя по сохранившемуся исповедальному письму, Александр Петрович к концу 1725 года был психически больным человеком. Он был уверен, что жена его разлюбила, что она ему изменяет с домашней прислугой и даже хочет его убить. Летом 1725 года Пушкин увёз супругу в село Истлеево под Шацком, там в декабре ему стало хуже. Евдокия Ивановна была уверена, что на мужа навели порчу, и пыталась помочь ему, приглашая в дом «колдунов» и знахарей, но из-за этого у Александра Петровича появлялись новые подозрения. Наконец, 17 декабря 1725 года, когда супруги легли спать после обеда, Пушкин набросился на жену; по его собственным словам, он «бил кулаками и подушками душил… и ухватил кортик со стены, стал ея рубить тем кортиком». Слуги, услышав крики, выбили дверь, обезоружили хозяина, а Евдокию Ивановну вынесли в соседнюю комнату. Она успела исповедаться и в тот же день скончалась. По словам священника, Пушкина просила передать отцу, чтобы тот «не проливал де за то мужа её и людей их крови».

## После смерти
Придя в себя, Александр Петрович совместно с братом Фёдором увёз тело жены в Москву и там признался в убийстве. Из-за болезни его отпустили на поруки. Вскоре Пушкин умер, в завещательном письме попросив прощения за содеянное у тёщи и других родственников. Дети Евдокии Ивановны воспитывались её отцом. Мария Александровна в 1741 году стала женой капитана Алексея Михайловича Ушакова, Лев Александрович Пушкин, дослужившийся до подполковника, является дедом поэта Александра Сергеевича Пушкина. Последний, набросав в 1830 году историю своего рода, упомянул и Евдокию Ивановну: «Прадед мой был женат на меньшой дочери адмирала гр<афа> Головина, первого в России андреевского кавалера и проч. Он умер очень молод и в заточении, в припадке ревности или сумасшествия зарезав свою жену, находившуюся в родах». Позже этот отрывок почти без изменений был включён в текст, названный постфактум «Начало автобиографии». Поэт здесь ошибся: графом и первым кавалером ордена Андрея Первозванного был не отец его прабабки, а другой Головин — Фёдор Алексеевич, двоюродный брат Ивана Михайловича.
В 1980-е годы было найдено следственное дело Александра Петровича Пушкина, благодаря которому появилось больше информации об убийце и его жертве. В документах дела Евдокия Ивановна предстаёт как человек, знавший грамоту и хорошо управлявший домом, но при этом разделявший все предрассудки своего времени: так, она верила в порчу и колдовство. Своего мужа Евдокия Ивановна любила и заботилась о нём, как могла. Для первой половины XVIII века характерно, что Пушкина боялась доносов со стороны домашних слуг, хотя и была к ним добра.